# Суперлига Србије у америчком фудбалу 2011.
Суперлига Србије у америчком фудбалу 2011. је седма сезона највишег ранга такмичења америчког фудбала у Србији.
Сезона је почела 26. марта 2011. године утакмицама првог кола. Титулу победника Суперлиге Србије освојили су Вукови Београд који је у финалу у Крагујевцу са 51:36 победили Крагујевац вајлд борсе.

## Систем такмичења
У лиги учествују 20 клубова који су подељени у три групе. У групи Центар учествује 8 клубова који играју по једнокружном бод систему, сваки клуб одигра по 7 мечева. У групи Север и Југ учествује 6 клубова који играју по једнокружном бод систему, сваки клуб одигра по 5 мечева и плус по један меч међусобно.
Прва два првопласирана клуба из група Север и Југ игра бараж, по принципу први група Север – други група Југ и први група Југ – други група Север. Победници баража играју у плеј-офу са трећепласираним и четвртопласираним клубом из групе Центар.
Победници тих дуела састају се у полуфиналу са првопласираним и другопласираним клубовима групе Центар.
Шест најбоље пласираних клубова из групе Центар и победници група Север и Југ и играће следеће године Суперлигу Србије која ће бројати 8 клубова, док ће остали играти Прву лигу Србије.

## Клубови

### Група Центар
| Клуб            | Место      |
| --------------- | ---------- |
| Блу драгонси    | Београд    |
| Вајлд борси     | Крагујевац |
| Вукови          | Београд    |
| Дјукси          | Нови Сад   |
| Ејнџел вориорси | Чачак      |
| Пантерси        | Панчево    |
| Хантерси        | Врбас      |
| Целтиси         | Сомбор     |

### Група Север
| Клуб               | Место             |
| ------------------ | ----------------- |
| Грогови            | Нови Кнежевац     |
| Индијанси          | Инђија            |
| Мамутси            | Кикинда           |
| Најтси             | Клек              |
| Сирмијум лиџонарси | Сремска Митровица |
| Спартанци          | Суботица          |

### Група Југ
| Клуб            | Место      |
| --------------- | ---------- |
| Аутлоси         | Пожаревац  |
| Горштаци        | Земун      |
| Императори      | Ниш        |
| Ројал краунси   | Краљево    |
| Стробери келтси | Јагодина   |
| Форестлендерси  | Младеновац |

## Резултати[1][2]

### Група Центар
1. коло
| Клуб                   | Клуб                 | Резултат |
| ---------------------- | -------------------- | -------- |
| Вајлд борси Крагујевац | Целтиси Сомбор       | 74:0     |
| Вукови Београд         | Пантерси Панчево     | 28:12    |
| Ејнџел вориорси Чачак  | Хантерси Врбас       | 33:7     |
| Дјукси Нови Сад        | Блу драгонси Београд | 6:0      |

2. коло
| Клуб                   | Клуб                  | Резултат |
| ---------------------- | --------------------- | -------- |
| Пантерси Панчево       | Дјукси Нови Сад       | 12:10    |
| Блу драгонси Београд   | Ејнџел вориорси Чачак | 24:21    |
| Вајлд борси Крагујевац | Вукови Београд        | 54:38    |
| Целтиси Сомбор         | Хантерси Врбас        | 10:0     |

3. коло
| Клуб                  | Клуб                   | Резултат |
| --------------------- | ---------------------- | -------- |
| Дјукси Нови Сад       | Вајлд борси Крагујевац | 2:39     |
| Вукови Београд        | Целтиси Сомбор         | 47:14    |
| Хантерси Врбас        | Блу драгонси Београд   | 0:40     |
| Ејнџел вориорси Чачак | Пантерси Панчево       | 7:21     |

4. коло
| Клуб                   | Клуб                  | Резултат |
| ---------------------- | --------------------- | -------- |
| Пантерси Панчево       | Хантерси Врбас        | 36:3     |
| Вајлд борси Крагујевац | Ејнџел вориорси Чачак | 55:32    |
| Вукови Београд         | Дјукси Нови Сад       | 27:7     |
| Целтиси Сомбор         | Блу драгонси Београд  | 18:30    |

5. коло
| Клуб                  | Клуб                   | Резултат |
| --------------------- | ---------------------- | -------- |
| Блу драгонси Београд  | Пантерси Панчево       | 17:21    |
| Дјукси Нови Сад       | Целтиси Сомбор         | 34:21    |
| Хантерси Врбас        | Вајлд борси Крагујевац | 0:35     |
| Ејнџел вориорси Чачак | Вукови Београд         | 12:43    |

6. коло
| Клуб                   | Клуб                  | Резултат |
| ---------------------- | --------------------- | -------- |
| Дјукси Нови Сад        | Ејнџел вориорси Чачак | 14:28    |
| Вајлд борси Крагујевац | Блу драгонси Београд  | 54:12    |
| Целтиси Сомбор         | Пантерси Панчево      | 7:44     |
| Вукови Београд         | Хантерси Врбас        | 54:0     |

7. коло
| Клуб                  | Клуб                   | Резултат |
| --------------------- | ---------------------- | -------- |
| Вукови Београд        | Блу драгонси Београд   | 56:7     |
| Хантерси Врбас        | Дјукси Нови Сад        | 6:30     |
| Пантерси Панчево      | Вајлд борси Крагујевац | 21:55    |
| Ејнџел вориорси Чачак | Целтиси Сомбор         | 68:0     |

#### Табела
|  | Пласирали се у полуфинале |
|  | Пласирали се у плеј-оф    |

| #  | Клуб                   | ИГ | Д | ИЗ | ПД  | ПП  | ПР   | %     |
| -- | ---------------------- | -- | - | -- | --- | --- | ---- | ----- |
| 1. | Вајлд борси Крагујевац | 7  | 7 | 0  | 366 | 105 | +261 | 1.000 |
| 2. | Вукови Београд         | 7  | 6 | 1  | 293 | 106 | +187 | 0.857 |
| 3. | Пантерси Панчево       | 7  | 5 | 2  | 167 | 127 | +40  | 0.714 |
| 4. | Ејнџел вориорси Чачак  | 7  | 3 | 4  | 201 | 164 | +37  | 0.429 |
| 5. | Блу драгонси Београд   | 7  | 3 | 4  | 130 | 176 | -46  | 0.429 |
| 6. | Дјукси Нови Сад        | 7  | 3 | 4  | 103 | 133 | -30  | 0.429 |
| 7. | Целтиси Сомбор         | 7  | 1 | 6  | 70  | 297 | -227 | 0.167 |
| 8. | Хантерси Врбас         | 7  | 0 | 7  | 16  | 238 | -222 | 0.000 |

ИГ = одиграо, П = победио, ИЗ = изгубио, ПД = поена дао, ПП = поена примио, ПР = поен-разлика, % = проценат успешности

### Група Север
1. коло
| Клуб               | Клуб                  | Резултат |
| ------------------ | --------------------- | -------- |
| Индијанси Инђија   | Сирмијум лиџонарси    | 14:13    |
| Мамутси Кикинда    | Грофови Нови Кнежевац | 42:34    |
| Спартанци Суботица | Најтси Клек           | 20:42    |

2. коло
| Клуб                  | Клуб               | Резултат |
| --------------------- | ------------------ | -------- |
| Индијанси Инђија      | Спартанци Суботица | 21:28    |
| Најтси Клек           | Мамутси Кикинда    | 22:0     |
| Грофови Нови Кнежевац | Сирмијум лиџонарси | 28:0     |

3. коло
| Клуб                  | Клуб               | Резултат |
| --------------------- | ------------------ | -------- |
| Грофови Нови Кнежевац | Најтси Клек        | 18:27    |
| Мамутси Кикинда       | Индијанси Инђија   | 6:3      |
| Спартанци Суботица    | Сирмијум лиџонарси | 7:34     |

4. коло
| Клуб                  | Клуб               | Резултат |
| --------------------- | ------------------ | -------- |
| Грофови Нови Кнежевац | Најтси Клек        | 18:37    |
| Мамутси Кикинда       | Индијанси Инђија   | 6:3      |
| Спартанци Суботица    | Сирмијум лиџонарси | 7:34     |

4. коло
| Клуб               | Клуб                  | Резултат |
| ------------------ | --------------------- | -------- |
| Сирмијум лиџонарси | Најтси Клек           | 18:37    |
| Спартанци Суботица | Мамутси Кикинда       | 13:28    |
| Индијанси Инђија   | Грофови Нови Кнежевац | 37:0     |

5. коло
| Клуб                  | Клуб               | Резултат |
| --------------------- | ------------------ | -------- |
| Најтси Клек           | Индијанси Инђија   | 46:42    |
| Мамутси Кикинда       | Сирмијум лиџонарси | 12:26    |
| Грофови Нови Кнежевац | Спартанци Суботица | 28:8     |

### Група Југ
1. коло
| Клуб                  | Клуб                      | Резултат |
| --------------------- | ------------------------- | -------- |
| Аутлоси Пожаревац     | Стробери келтси Јагодина  | 36:38    |
| Горштаци Земун        | Императори Ниш            | 26:14    |
| Ројал краунси Краљево | Форестлендерси Младеновац | 61:0     |

2. коло
| Клуб                     | Клуб                      | Резултат |
| ------------------------ | ------------------------- | -------- |
| Стробери келтси Јагодина | Форестлендерси Младеновац | 42:36    |
| Аутлоси Пожаревац        | Горштаци Земун            | 6:22     |
| Императори Ниш           | Ројал краунси Краљево     | 12:54    |

3. коло
| Клуб                      | Клуб                     | Резултат |
| ------------------------- | ------------------------ | -------- |
| Горштаци Земун            | Стробери келтси Јагодина | 8:34     |
| Ројал краунси Краљево     | Аутлоси Пожаревац        | 69:8     |
| Форестлендерси Младеновац | Императори Ниш           | 26:6     |

4. коло
| Клуб                     | Клуб                      | Резултат |
| ------------------------ | ------------------------- | -------- |
| Стробери келтси Јагодина | Императори Ниш            | 56:14    |
| Аутлоси Пожаревац        | Форестлендерси Младеновац | 8:27     |
| Горштаци Земун           | Ројал краунси Краљево     | 0:47     |

5. коло
| Клуб                      | Клуб                     | Резултат |
| ------------------------- | ------------------------ | -------- |
| Ројал краунси Краљево     | Стробери келтси Јагодина | 54:24    |
| Императори Ниш            | Аутлоси Пожаревац        | 13:6     |
| Форестлендерси Младеновац | Горштаци Земун           | 28:6     |

### Група Север–Југ
6. коло
| Клуб                      | Клуб                  | Резултат   |
| ------------------------- | --------------------- | ---------- |
| Најтси Клек               | Аутлоси Пожаревац     | 35:0 (ср.) |
| Стробери келтси Јагодина  | Мамутси Кикинда       | 21:29      |
| Императори Ниш            | Индијанси Инђија      | 14:41      |
| Грофови Нови Кнежевац     | Горштаци Земун        | 40:0       |
| Сирмијум лиџонарси        | Ројал краунси Краљево | 7:26       |
| Форестлендерси Младеновац | Спартанци Суботица    | 35:0 (ср.) |

#### Табела групе Север
|  | Пласирали се у бараж |

| #  | Клуб                  | ИГ | Д | ИЗ | ПД  | ПП  | ПР   | %     |
| -- | --------------------- | -- | - | -- | --- | --- | ---- | ----- |
| 1. | Најтси Клек           | 6  | 6 | 0  | 209 | 98  | +111 | 1.000 |
| 2. | Мамутси Кикинда       | 6  | 4 | 2  | 117 | 109 | +8   | 0.667 |
| 3. | Индијанси Инђија      | 6  | 3 | 3  | 158 | 107 | +51  | 0.500 |
| 4. | Грофови Нови Кнежевац | 6  | 3 | 3  | 138 | 114 | +24  | 0.500 |
| 5. | Сирмијум лиџонарси    | 6  | 2 | 4  | 88  | 87  | +1   | 0.333 |
| 6. | Спартанци Суботица    | 6  | 1 | 5  | 76  | 188 | -112 | 0.167 |

ИГ = одиграо, П = победио, ИЗ = изгубио, ПД = поена дао, ПП = поена примио, ПР = поен-разлика, % = проценат успешности

#### Табела групе Југ
|  | Пласирали се у бараж |

| #  | Клуб                      | ИГ | Д | ИЗ | ПД  | ПП  | ПР   | %     |
| -- | ------------------------- | -- | - | -- | --- | --- | ---- | ----- |
| 1. | Ројал краунси Краљево     | 6  | 6 | 0  | 311 | 51  | +260 | 1.000 |
| 2. | Стробери келтси Јагодина  | 6  | 4 | 2  | 215 | 177 | +38  | 0.667 |
| 3. | Форестлендерси Младеновац | 6  | 4 | 2  | 142 | 123 | +19  | 0.667 |
| 4. | Горштаци Земун            | 6  | 2 | 4  | 62  | 169 | -107 | 0.333 |
| 5. | Императори Ниш            | 6  | 1 | 5  | 63  | 209 | -104 | 0.167 |
| 6. | Аутлоси Пожаревац         | 6  | 0 | 6  | 64  | 214 | -150 | 0.000 |

ИГ = одиграо, П = победио, ИЗ = изгубио, ПД = поена дао, ПП = поена примио, ПР = поен-разлика, % = проценат успешности

## Елиминациона фаза

### Бараж
| Датум        | Клуб                  | Клуб                     | Резултат |
| ------------ | --------------------- | ------------------------ | -------- |
| 11. јун 2011 | Најтси Клек           | Стробери келтси Јагодина | 49:6     |
| 12. јун 2011 | Ројал краунси Краљево | Мамутси Кикинда          | 35:12    |

### Плеј–оф
| Датум        | Клуб                  | Клуб                  | Резултат |
| ------------ | --------------------- | --------------------- | -------- |
| 25. јун 2011 | Пантерси Панчево      | Најтси Клек           | 20:7     |
| 26. јун 2011 | Ејнџел вориорси Чачак | Ројал краунси Краљево | 43:33    |

### Полуфинале
| Датум       | Клуб                   | Клуб                   | Резултат |
| ----------- | ---------------------- | ---------------------- | -------- |
| 2. јул 2011 | Вукови Београд         | Пантерси Панчево       | 45:14    |
| 9. јул 2011 | Вајлд борси Крагујевац | Ејнџел вориорси Чачак' | 52:0     |

### Финале
| Датум        | Клуб                   | Клуб           | Резултат |
| ------------ | ---------------------- | -------------- | -------- |
| 17. јул 2011 | Вајлд борси Крагујевац | Вукови Београд | 36:51    |

| Првак Суперлиге Србије 2011. |
| ---------------------------- |
| Вукови Београд 4. титула     |